# Saison 2021-2022 des Hornets de Charlotte
La saison 2021-2022 des Hornets de Charlotte est la 32e saison de la franchise au sein de la National Basketball Association (NBA).
Le 20 août 2021, la ligue annonce que la saison régulière démarre le 19 octobre 2021, avec un format typique de 82 matchs. 
La saison est marquée par la sélection de LaMelo Ball au NBA All-Star Game 2020.
La franchise termine à la 3e place de sa division et à la 10e place de la conférence Est, leur permettant de se qualifier pour le play-in tournament pour la deuxième saison consécutive. Néanmoins, les Hornets s'inclinent face aux Hawks d'Atlanta, 132-103, et sont éliminés au même stade que la saison précédente. La franchise n'a pas atteint les playoffs depuis 2016.
À l'issue de la saison, James Borrego est remercié après quatre saisons passées à la tête de l'équipe, sans jamais réussir à atteindre les playoffs.

## Draft
| Tour | Choix | Joueur          | Poste | Nationalité | Provenance             |
| ---- | ----- | --------------- | ----- | ----------- | ---------------------- |
| 1    | 11    | James Bouknight | SG    | États-Unis  | Huskies du Connecticut |
| 2    | 56    | Scottie Lewis   | SG    | États-Unis  | Gators de la Floride   |
| 2    | 57    | Balša Koprivica | C     | Serbie      | Gators de la Floride   |

## Matchs

### Summer League
| Summer League Total: 0-5 |

| Match | Date match | Équipe      | Score     | Meilleur marqueur    | Meilleur rebondeur   | Meilleur passeur    | Lieux                | Série |
| ----- | ---------- | ----------- | --------- | -------------------- | -------------------- | ------------------- | -------------------- | ----- |
| 1     | 8 août     | Portland    | D 86-93   | James Bouknight (19) | Kai Jones (10)       | Grant Riller (6)    | Cox Pavilion         | 0 - 1 |
| 2     | 9 août     | Sacramento  | D 70-80   | Carton, Kulboka (13) | Kai Jones (7)        | Kai Jones (4)       | Thomas & Mack Center | 0 - 2 |
| 3     | 12 août    | San Antonio | D 105-106 | James Bouknight (23) | Vernon Carey Jr. (8) | James Bouknight (8) | Cox Pavilion         | 0 - 3 |
| 4     | 14 août    | Toronto     | D 79-80   | James Bouknight (14) | Kai Jones (16)       | Grant Riller (7)    | Cox Pavilion         | 0 - 4 |
| 5     | 16 août    | Chicago     | D 74-99   | Jones, Lewis (16)    | Kai Jones (9)        | Scottie Lewis (4)   | Cox Pavilion         | 0 - 5 |

### Pré-saison
| Pré-saison Total: 1-3 (Domicile : 0-2; Extérieur : 1-1) |

| Match | Date match | Équipe          | Score     | Meilleur marqueur    | Meilleur rebondeur     | Meilleur passeur | Lieux Spectateurs     | Série |
| ----- | ---------- | --------------- | --------- | -------------------- | ---------------------- | ---------------- | --------------------- | ----- |
| 1     | 4 octobre  | @ Oklahoma City | V 113-97  | James Bouknight (20) | McDaniels, Plumlee (7) | LaMelo Ball (5)  | Paycom Center 0       | 1 - 0 |
| 2     | 7 octobre  | Memphis         | D 98-128  | Terry Rozier (21)    | Martin, Washington (5) | LaMelo Ball (7)  | Spectrum Center 8 916 | 1 - 1 |
| 3     | 11 octobre | @ Miami         | D 103-104 | Miles Bridges (22)   | Miles Bridges (10)     | LaMelo Ball (9)  | FTX Arena 19 600      | 1 - 2 |
| 4     | 13 octobre | Dallas          | D 59-127  | James Bouknight (12) | Nick Richards (9)      | Cody Martin (2)  | Spectrum Center 8 583 | 1 - 3 |

### Saison régulière
| Saison régulière Total: 43-39 (Domicile : 22-19; Extérieur : 21-20) |

| Match | Date match | Équipe      | Score          | Meilleur marqueur   | Meilleur rebondeur | Meilleur passeur    | Lieux Spectateurs                 | Série |
| ----- | ---------- | ----------- | -------------- | ------------------- | ------------------ | ------------------- | --------------------------------- | ----- |
| 1     | 20 octobre | Indiana     | V 123-122      | LaMelo Ball (31)    | Mason Plumlee (10) | LaMelo Ball (7)     | Spectrum Center 15 521            | 1 - 0 |
| 2     | 22 octobre | @ Cleveland | V 123-112      | Miles Bridges (30)  | Mason Plumlee (14) | Gordon Hayward (9)  | Rocket Mortgage FieldHouse 17 116 | 2 - 0 |
| 3     | 24 octobre | @ Brooklyn  | V 111-95       | Miles Bridges (32)  | Bridges, Oubre (9) | Gordon Hayward (6)  | Barclays Center 17 732            | 3 - 0 |
| 4     | 25 octobre | Boston      | D 129-140 (OT) | Miles Bridges (25)  | Mason Plumlee (11) | Hayward, Martin (5) | Spectrum Center 17 238            | 3 - 1 |
| 5     | 27 octobre | @ Orlando   | V 120-111      | Miles Bridges (31)  | Mason Plumlee (10) | Miles Bridges (25)  | Amway Center 14 082               | 4 - 1 |
| 6     | 29 octobre | @ Miami     | D 99-114       | Gordon Hayward (23) | Miles Bridges (8)  | LaMelo Ball (6)     | FTX Arena 19 600                  | 4 - 2 |
| 7     | 31 octobre | Portland    | V 125-113      | LaMelo Ball (27)    | LaMelo Ball (9)    | Miles Bridges (9)   | Spectrum Center 14 960            | 5 - 2 |

| Match | Date match   | Équipe          | Score          | Meilleur marqueur   | Meilleur rebondeur  | Meilleur passeur    | Lieux Spectateurs        | Série   |
| ----- | ------------ | --------------- | -------------- | ------------------- | ------------------- | ------------------- | ------------------------ | ------- |
| 8     | 1er novembre | Cleveland       | D 110-113      | LaMelo Ball (30)    | Miles Bridges (9)   | Miles Bridges (8)   | Spectrum Center 13 889   | 5 - 3   |
| 9     | 3 novembre   | @ Golden State  | D 92-114       | Miles Bridges (32)  | Gordon Hayward (11) | LaMelo Ball (8)     | Chase Center 18 064      | 5 - 4   |
| 10    | 5 novembre   | @ Sacramento    | D 110-140      | Gordon Hayward (25) | Mason Plumlee (6)   | LaMelo Ball (13)    | Golden 1 Center 14 905   | 5 - 5   |
| 11    | 7 novembre   | @ L.A. Clippers | D 106-120      | Miles Bridges (21)  | Terry Rozier (8)    | Miles Bridges (6)   | Staples Center 15 781    | 5 - 6   |
| 12    | 8 novembre   | @ L.A. Lakers   | D 123-126 (OT) | Terry Rozier (29)   | LaMelo Ball (15)    | LaMelo Ball (11)    | Staples Center 18 997    | 5 - 7   |
| 13    | 10 novembre  | @ Memphis       | V 118-108      | Kelly Oubre (37)    | Ball, Bridges (9)   | LaMelo Ball (8)     | FedExForum 13 880        | 6 - 7   |
| 14    | 12 novembre  | New York        | V 104-96       | Miles Bridges (24)  | LaMelo Ball (17)    | LaMelo Ball (9)     | Spectrum Center 19 257   | 7 - 7   |
| 15    | 14 novembre  | Golden State    | V 106-102      | Miles Bridges (22)  | Bridges, Martin (8) | Mason Plumlee (6)   | Spectrum Center 19 559   | 8 - 7   |
| 16    | 17 novembre  | Washington      | V 97-87        | Terry Rozier (19)   | Mason Plumlee (13)  | LaMelo Ball (14)    | Spectrum Center 14 402   | 9 - 7   |
| 17    | 19 novembre  | Indiana         | V 121-118      | LaMelo Ball (32)    | LaMelo Ball (11)    | LaMelo Ball (8)     | Spectrum Center 16 787   | 10 - 7  |
| 18    | 20 novembre  | @ Atlanta       | D 105-115      | Miles Bridges (35)  | Ball, Bridges (10)  | LaMelo Ball (11)    | State Farm Arena 17 320  | 10 - 8  |
| 19    | 22 novembre  | @ Washington    | V 109-103      | Terry Rozier (32)   | LaMelo Ball (13)    | LaMelo Ball (7)     | Capital One Arena 16 575 | 11 - 8  |
| 20    | 24 novembre  | @ Orlando       | V 106-99       | Terry Rozier (27)   | Miles Bridges (9)   | Bridges, Martin (6) | Amway Center 16 114      | 12 - 8  |
| 21    | 26 novembre  | Minnesota       | V 133-115      | Kelly Oubre (27)    | Jalen McDaniels (8) | LaMelo Ball (13)    | Spectrum Center 19 314   | 13 - 8  |
| 22    | 27 novembre  | @ Houston       | D 143-146 (OT) | Terry Rozier (31)   | LaMelo Ball (11)    | LaMelo Ball (13)    | Toyota Center 14 687     | 13 - 9  |
| 23    | 29 novembre  | @ Chicago       | D 119-133      | Terry Rozier (31)   | Miles Bridges (8)   | LaMelo Ball (13)    | United Center 21 366     | 13 - 10 |

| Match | Date match   | Équipe        | Score          | Meilleur marqueur    | Meilleur rebondeur    | Meilleur passeur     | Lieux Spectateurs               | Série   |
| ----- | ------------ | ------------- | -------------- | -------------------- | --------------------- | -------------------- | ------------------------------- | ------- |
| 24    | 1er décembre | @ Milwaukee   | D 125-127      | LaMelo Ball (36)     | P. J. Washington (10) | LaMelo Ball (9)      | Fiserv Forum 17 341             | 13 - 11 |
| 25    | 5 décembre   | @ Atlanta     | V 130-127      | Miles Bridges (32)   | P. J. Washington (11) | Ish Smith (7)        | State Farm Arena 16 383         | 14 - 11 |
| 26    | 6 décembre   | Philadelphie  | D 124-127 (OT) | Kelly Oubre (35)     | P. J. Washington (8)  | Gordon Hayward (9)   | Spectrum Center 14 462          | 14 - 12 |
| 27    | 8 décembre   | Philadelphie  | D 106-110      | Gordon Hayward (31)  | Kelly Oubre (10)      | Gordon Hayward (7)   | Spectrum Center 15 709          | 14 - 13 |
| 28    | 10 décembre  | Sacramento    | V 124-123      | James Bouknight (24) | Cody Martin (8)       | Miles Bridges (8)    | Spectrum Center 16 335          | 15 - 13 |
| 29    | 13 décembre  | @ Dallas      | D 96-120       | Oubre, Rozier (20)   | Miles Bridges (10)    | Gordon Hayward (6)   | American Airlines Center 19 213 | 15 - 14 |
| 30    | 15 décembre  | @ San Antonio | V 131-115      | Gordon Hayward (41)  | Jalen McDaniels (10)  | Miles Bridges (8)    | AT&T Center 14 354              | 16 - 14 |
| 31    | 17 décembre  | @ Portland    | D 116-125      | LaMelo Ball (27)     | Miles Bridges (6)     | Miles Bridges (11)   | Moda Center 18 399              | 16 - 15 |
| 32    | 19 décembre  | @ Phoenix     | D 106-137      | Miles Bridges (26)   | LaMelo Ball (10)      | LaMelo Ball (7)      | Footprint Center 17 071         | 16 - 16 |
| 33    | 20 décembre  | @ Utah        | D 102-112      | Miles Bridges (21)   | Miles Bridges (11)    | LaMelo Ball (11)     | Vivint Smart Home Arena 18 306  | 16 - 17 |
| 34    | 23 décembre  | @ Denver      | V 115-107      | Kelly Oubre (23)     | P. J. Washington (9)  | P. J. Washington (5) | Ball Arena 17 003               | 17 - 17 |
| 35    | 27 décembre  | Houston       | V 123-99       | Terry Rozier (27)    | Mason Plumlee (9)     | LaMelo Ball (7)      | Spectrum Center 19 349          | 18 - 17 |
| 36    | 29 décembre  | @ Indiana     | V 116-108      | Terry Rozier (35)    | Ball, Plumlee (12)    | LaMelo Ball (9)      | Gainbridge Fieldhouse 17 608    | 19 - 17 |

| Match | Date match | Équipe         | Score     | Meilleur marqueur   | Meilleur rebondeur      | Meilleur passeur     | Lieux Spectateurs            | Série   |
| ----- | ---------- | -------------- | --------- | ------------------- | ----------------------- | -------------------- | ---------------------------- | ------- |
| 37    | 2 janvier  | Phoenix        | D 99-133  | LaMelo Ball (17)    | Hayward, Richards (7)   | Ish Smith (8)        | Spectrum Center 19 088       | 19 - 18 |
| 38    | 3 janvier  | @ Washington   | D 121-124 | Gordon Hayward (27) | Miles Bridges (14)      | Mason Plumlee (7)    | Capital One Arena 8 902      | 19 - 19 |
| 39    | 5 janvier  | Détroit        | V 140-111 | Kelly Oubre (32)    | Ball, Washington (8)    | LaMelo Ball (12)     | Spectrum Center 14 427       | 20 - 19 |
| 40    | 8 janvier  | Milwaukee      | V 114-106 | Terry Rozier (28)   | LaMelo Ball (9)         | LaMelo Ball (8)      | Spectrum Center 19 139       | 21 - 19 |
| 41    | 10 janvier | Milwaukee      | V 103-99  | Terry Rozier (27)   | Miles Bridges (11)      | P. J. Washington (5) | Spectrum Center 14 253       | 22 - 19 |
| 42    | 12 janvier | @ Philadelphie | V 109-98  | Gordon Hayward (30) | Bridges, Washington (8) | LaMelo Ball (8)      | Wells Fargo Center 20 317    | 23 - 19 |
| 43    | 14 janvier | Orlando        | D 109-116 | LaMelo Ball (23)    | Mason Plumlee (10)      | LaMelo Ball (8)      | Spectrum Center 16 011       | 23 - 20 |
| 44    | 17 janvier | @ New York     | V 97-87   | Miles Bridges (38)  | Miles Bridges (12)      | Terry Rozier (7)     | Madison Square Garden 19 812 | 24 - 20 |
| 45    | 19 janvier | @ Boston       | V 111-102 | Terry Rozier (28)   | Ball, Plumlee (10)      | Ball, Rozier (10)    | TD Garden 19 156             | 25 - 20 |
| 46    | 21 janvier | Oklahoma City  | V 121-98  | Terry Rozier (24)   | Miles Bridges (14)      | Terry Rozier (9)     | Spectrum Center 15 835       | 26 - 20 |
| 47    | 23 janvier | Atlanta        | D 91-113  | Miles Bridges (19)  | Mason Plumlee (11)      | Terry Rozier (7)     | Spectrum Center 15 822       | 26 - 21 |
| 48    | 25 janvier | @ Toronto      | D 113-125 | LaMelo Ball (25)    | Mason Plumlee (9)       | LaMelo Ball (7)      | Scotiabank Arena 0           | 26 - 22 |
| 49    | 26 janvier | @ Indiana      | V 158-126 | Kelly Oubre (39)    | LaMelo Ball (10)        | LaMelo Ball (13)     | Gainbridge Fieldhouse 14 116 | 27 - 22 |
| 50    | 28 janvier | L.A. Lakers    | V 117-114 | Miles Bridges (26)  | Mason Plumlee (17)      | Bridges, Plumlee (6) | Spectrum Center 19 469       | 28 - 22 |
| 51    | 30 janvier | L.A. Clippers  | D 90-115  | LaMelo Ball (23)    | Mason Plumlee (10)      | LaMelo Ball (10)     | Spectrum Center 18 674       | 28 - 23 |

| Match                  | Date match | Équipe      | Score           | Meilleur marqueur  | Meilleur rebondeur    | Meilleur passeur  | Lieux Spectateurs           | Série   |
| ---------------------- | ---------- | ----------- | --------------- | ------------------ | --------------------- | ----------------- | --------------------------- | ------- |
| 52                     | 2 février  | @ Boston    | D 107-113       | LaMelo Ball (38)   | Mason Plumlee (17)    | LaMelo Ball (9)   | TD Garden 19 156            | 28 - 24 |
| 53                     | 4 février  | Cleveland   | D 101-102       | Terry Rozier (24)  | Mason Plumlee (11)    | Miles Bridges (7) | Spectrum Center 17 733      | 28 - 25 |
| 54                     | 5 février  | Miami       | D 86-104        | Terry Rozier (16)  | Mason Plumlee (10)    | Miles Bridges (5) | Spectrum Center 19 420      | 28 - 26 |
| 55                     | 7 février  | Toronto     | D 101-116       | Miles Bridges (25) | P. J. Washington (9)  | LaMelo Ball (9)   | Spectrum Center 14 102      | 28 - 27 |
| 56                     | 9 février  | Chicago     | D 109-121       | LaMelo Ball (33)   | Mason Plumlee (11)    | Terry Rozier (6)  | Spectrum Center 19 099      | 28 - 28 |
| 57                     | 11 février | @ Détroit   | V 141-119       | LaMelo Ball (31)   | Plumlee, Rozier (10)  | LaMelo Ball (12)  | Little Caesars Arena 20 088 | 29 - 28 |
| 58                     | 12 février | Memphis     | D 118-125       | Terry Rozier (35)  | Mason Plumlee (12)    | Terry Rozier (9)  | Spectrum Center 19 454      | 29 - 29 |
| 59                     | 15 février | @ Minnesota | D 120-126 (OT)  | Miles Bridges (28) | Mason Plumlee (17)    | Mason Plumlee (9) | Target Center 17 136        | 29 - 30 |
| 60                     | 17 février | Miami       | D 107-111 (2OT) | Miles Bridges (29) | P. J. Washington (14) | LaMelo Ball (14)  | Spectrum Center 17 029      | 29 - 31 |
| NBA All-Star Game 2022 |            |             |                 |                    |                       |                   |                             |         |
| 61                     | 25 février | Toronto     | V 125-93        | Oubre, Rozier (23) | Trois joueurs (10)    | Terry Rozier (9)  | Spectrum Center 17 577      | 30 - 31 |
| 62                     | 27 février | Détroit     | D 126-127 (OT)  | Terry Rozier (33)  | Miles Bridges (10)    | LaMelo Ball (7)   | Spectrum Center 15 348      | 30 - 32 |
| 63                     | 28 février | @ Milwaukee | D 106-130       | LaMelo Ball (24)   | Kelly Oubre (7)       | Terry Rozier (8)  | Fiserv Forum 17 341         | 30 - 33 |

| Match | Date match | Équipe                | Score     | Meilleur marqueur        | Meilleur rebondeur      | Meilleur passeur     | Lieux Spectateurs                 | Série   |
| ----- | ---------- | --------------------- | --------- | ------------------------ | ----------------------- | -------------------- | --------------------------------- | ------- |
| 64    | 2 mars     | @ Cleveland           | V 119-98  | Terry Rozier (29)        | Montrezl Harrell (9)    | Terry Rozier (7)     | Rocket Mortgage FieldHouse 19 019 | 31 - 33 |
| 65    | 5 mars     | San Antonio           | V 123-117 | Terry Rozier (31)        | Mason Plumlee (13)      | LaMelo Ball (7)      | Spectrum Center 18 941            | 32 - 33 |
| 66    | 8 mars     | Brooklyn              | D 121-132 | Bridges, Rozier (30)     | Rozier, Washington (8)  | LaMelo Ball (7)      | Spectrum Center 17 230            | 32 - 34 |
| 67    | 9 mars     | Boston                | D 101-115 | Bridges, Washington (17) | Mason Plumlee (15)      | Mason Plumlee (6)    | Spectrum Center 18 086            | 32 - 35 |
| 68    | 11 mars    | @ La Nouvelle-Orléans | V 142-120 | Miles Bridges (26)       | Miles Bridges (8)       | Ball, Bridges (9)    | Smoothie King Center 16 838       | 33 - 35 |
| 69    | 14 mars    | @ Oklahoma City       | V 134-116 | Terry Rozier (30)        | Mason Plumlee (11)      | Mason Plumlee (8)    | Paycom Center 15 810              | 34 - 35 |
| 70    | 16 mars    | Atlanta               | V 116-106 | LaMelo Ball (22)         | Mason Plumlee (10)      | LaMelo Ball (11)     | Spectrum Center 16 648            | 35 - 35 |
| 71    | 19 mars    | Dallas                | V 129-108 | Miles Bridges (23)       | Bridges, Martin (8)     | LaMelo Ball (7)      | Spectrum Center 19 279            | 36 - 35 |
| 72    | 21 mars    | La Nouvelle-Orléans   | V 106-103 | Ball, Rozier (17)        | Mason Plumlee (10)      | LaMelo Ball (9)      | Spectrum Center 13 351            | 37 - 35 |
| 73    | 23 mars    | New York              | D 106-121 | LaMelo Ball (32)         | Ball, Plumlee (9)       | Miles Bridges (9)    | Spectrum Center 16 290            | 37 - 36 |
| 74    | 25 mars    | Utah                  | V 107-101 | Miles Bridges (26)       | Bridges, Plumlee (11)   | Ball, Washington (5) | Spectrum Center 19 162            | 38 - 36 |
| 75    | 27 mars    | @ Brooklyn            | V 119-110 | LaMelo Ball (33)         | P. J. Washington (11)   | LaMelo Ball (9)      | Barclays Center 18 166            | 39 - 36 |
| 76    | 28 mars    | Denver                | D 109-113 | Miles Bridges (27)       | Miles Bridges (11)      | LaMelo Ball (11)     | Spectrum Center 17 614            | 39 - 37 |
| 77    | 30 mars    | @ New York            | V 125-114 | Miles Bridges (31)       | Bridges, Washington (6) | LaMelo Ball (15)     | Madison Square Garden 19 812      | 40 - 37 |

| Match | Date match | Équipe         | Score     | Meilleur marqueur  | Meilleur rebondeur   | Meilleur passeur | Lieux Spectateurs         | Série   |
| ----- | ---------- | -------------- | --------- | ------------------ | -------------------- | ---------------- | ------------------------- | ------- |
| 78    | 2 avril    | @ Philadelphie | D 114-144 | Miles Bridges (20) | Miles Bridges (5)    | Terry Rozier (6) | Wells Fargo Center 21 509 | 40 - 38 |
| 79    | 5 avril    | @ Miami        | D 115-144 | Miles Bridges (29) | Trois joueurs (6)    | LaMelo Ball (14) | FTX Arena 19 600          | 40 - 39 |
| 80    | 7 avril    | Orlando        | V 128-101 | LaMelo Ball (26)   | Ball, Rozier (8)     | LaMelo Ball (9)  | Spectrum Center 16 427    | 41 - 39 |
| 81    | 8 avril    | @ Chicago      | V 133-117 | LaMelo Ball (24)   | Montrezl Harrell (6) | LaMelo Ball (9)  | United Center 21 461      | 42 - 39 |
| 82    | 10 avril   | Washington     | V 124-108 | Terry Rozier (25)  | LaMelo Ball (10)     | LaMelo Ball (9)  | Spectrum Center 18 465    | 43 - 39 |

### Play-in tournament
| Play-in Total: 0-1 (Domicile : 0-0; Extérieur : 0-1) |

| Match | Date match | Équipe    | Score     | Meilleur marqueur | Meilleur rebondeur     | Meilleur passeur | Lieux Spectateurs       | Série |
| ----- | ---------- | --------- | --------- | ----------------- | ---------------------- | ---------------- | ----------------------- | ----- |
| 1     | 13 avril   | @ Atlanta | D 103-132 | LaMelo Ball (26)  | Martin, Washington (6) | LaMelo Ball (8)  | State Farm Arena 18 137 | 0 - 1 |

### Confrontations en saison régulière
| Conférence Est      | Conférence Est                              | Conférence Est                              | Conférence Est                              | Conférence Est                              | Conférence Ouest                            | Conférence Ouest                            | Conférence Ouest                            |
| Division Atlantique | Division Atlantique                         | Division Atlantique                         | Division Atlantique                         | Division Atlantique                         | Division Nord-Ouest                         | Division Nord-Ouest                         | Division Nord-Ouest                         |
| Équipe              | Domicile                                    | Domicile                                    | Extérieur                                   | Extérieur                                   | Équipe                                      | Domicile                                    | Extérieur                                   |
| ------------------- | ------------------------------------------- | ------------------------------------------- | ------------------------------------------- | ------------------------------------------- | ------------------------------------------- | ------------------------------------------- | ------------------------------------------- |
| Boston              | 129-140 (OT)                                | 101-115                                     | 111-102                                     | 107-113                                     | Denver                                      | 109-113                                     | 115-107                                     |
| Brooklyn            | 121-132                                     |                                             | 111-95                                      | 119-110                                     | Minnesota                                   | 133-115                                     | 120-126 (OT)                                |
| New York            | 104-96                                      | 106-121                                     | 97-87                                       | 125-114                                     | Oklahoma City                               | 121-98                                      | 134-116                                     |
| Philadelphie        | 124-127 (OT)                                | 106-110                                     | 109-98                                      | 114-144                                     | Portland                                    | 125-113                                     | 116-125                                     |
| Toronto             | 101-116                                     | 125-93                                      | 113-125                                     |                                             | Utah                                        | 107-101                                     | 102-112                                     |
|                     | 2–7                                         | 2–7                                         | 6–3                                         | 6–3                                         |                                             | 4–1                                         | 2–3                                         |
| Division            | 8–10                                        | 8–10                                        | 8–10                                        | 8–10                                        | Division                                    | 6–4                                         | 6–4                                         |
| Division Centrale   | Division Centrale                           | Division Centrale                           | Division Centrale                           | Division Centrale                           | Division Pacifique                          | Division Pacifique                          | Division Pacifique                          |
| Équipe              | Domicile                                    | Domicile                                    | Extérieur                                   | Extérieur                                   | Équipe                                      | Domicile                                    | Extérieur                                   |
| Chicago             | 109-121                                     |                                             | 119-133                                     | 133-117                                     | Golden State                                | 106-102                                     | 92-114                                      |
| Cleveland           | 110-113                                     | 101-102                                     | 123-112                                     | 119-98                                      | L.A. Clippers                               | 90-115                                      | 106-120                                     |
| Detroit             | 140-111                                     | 126-127 (OT)                                | 141-119                                     |                                             | L.A. Lakers                                 | 117-114                                     | 123-126 (OT)                                |
| Indiana             | 123-122                                     | 121-118                                     | 116-108                                     | 158-126                                     | Phoenix                                     | 99-133                                      | 106-137                                     |
| Milwaukee           | 114-106                                     | 103-99                                      | 125-127                                     | 106-130                                     | Sacramento                                  | 124-123                                     | 110-140                                     |
|                     | 5–4                                         | 5–4                                         | 6–3                                         | 6–3                                         |                                             | 3-2                                         | 0–5                                         |
| Division            | 11–7                                        | 11–7                                        | 11–7                                        | 11–7                                        | Division                                    | 3–7                                         | 3–7                                         |
| Division Sud-Est    | Division Sud-Est                            | Division Sud-Est                            | Division Sud-Est                            | Division Sud-Est                            | Division Sud-Ouest                          | Division Sud-Ouest                          | Division Sud-Ouest                          |
| Équipe              | Domicile                                    | Domicile                                    | Extérieur                                   | Extérieur                                   | Équipe                                      | Domicile                                    | Extérieur                                   |
| Atlanta             | 91-113                                      | 116-106                                     | 105-115                                     | 130-127                                     | Dallas                                      | 129-108                                     | 96-120                                      |
|                     |                                             |                                             |                                             |                                             | Houston                                     | 123-99                                      | 143-146 (OT)                                |
| Miami               | 86-104                                      | 107-111 (2OT)                               | 99-114                                      | 115-144                                     | Memphis                                     | 118-125                                     | 118-108                                     |
| Orlando             | 109-116                                     | 128-101                                     | 120-111                                     | 106-99                                      | New Orleans                                 | 106-103                                     | 142-120                                     |
| Washington          | 97-87                                       | 124-108                                     | 109-103                                     | 121-124                                     | San Antonio                                 | 123-117                                     | 131-115                                     |
|                     | 4–4                                         | 4–4                                         | 4–4                                         | 4–4                                         |                                             | 4–1                                         | 3–2                                         |
| Division            | 8–8                                         | 8–8                                         | 8–8                                         | 8–8                                         | Division                                    | 7–3                                         | 7–3                                         |
| Conférence          | 26–25 (Domicile : 11–15; Extérieur : 15–10) | 26–25 (Domicile : 11–15; Extérieur : 15–10) | 26–25 (Domicile : 11–15; Extérieur : 15–10) | 26–25 (Domicile : 11–15; Extérieur : 15–10) | Conférence                                  | 17–14 (Domicile : 11–4; Extérieur : 6–10)   | 17–14 (Domicile : 11–4; Extérieur : 6–10)   |
| Total               | 43–39 (Domicile : 22–19; Extérieur : 21-20) | 43–39 (Domicile : 22–19; Extérieur : 21-20) | 43–39 (Domicile : 22–19; Extérieur : 21-20) | 43–39 (Domicile : 22–19; Extérieur : 21-20) | 43–39 (Domicile : 22–19; Extérieur : 21-20) | 43–39 (Domicile : 22–19; Extérieur : 21-20) | 43–39 (Domicile : 22–19; Extérieur : 21-20) |

## Classements
| Conférence Est | Conférence Est              | Conférence Est | Conférence Est | Conférence Est | Conférence Est | Conférence Est | Conférence Est |
| No             | Franchise                   | Vic.           | Déf.           | MJ             | V/D            | GB             |                |
| -------------- | --------------------------- | -------------- | -------------- | -------------- | -------------- | -------------- | -------------- |
| 1              | c - Heat de Miami           | 53             | 29             | 82             | .646           | –              |                |
| 2              | y - Celtics de Boston       | 51             | 31             | 82             | .622           | 2              |                |
| 3              | y - Bucks de Milwaukee      | 51             | 31             | 82             | .622           | 2              |                |
| 4              | x - 76ers de Philadelphie   | 51             | 31             | 82             | .622           | 2              |                |
| 5              | x - Raptors de Toronto      | 48             | 34             | 82             | .585           | 5              |                |
| 6              | x - Bulls de Chicago        | 46             | 36             | 82             | .561           | 7              |                |
|                |                             |                |                |                |                |                |                |
| 7              | x - Nets de Brooklyn        | 44             | 38             | 82             | .537           | 9              |                |
| 8              | pi - Cavaliers de Cleveland | 44             | 38             | 82             | .537           | 9              |                |
| 9              | x - Hawks d'Atlanta         | 43             | 39             | 82             | .524           | 10             |                |
| 10             | pi - Hornets de Charlotte   | 43             | 39             | 82             | .524           | 10             |                |
|                |                             |                |                |                |                |                |                |
| 11             | o - Knicks de New York      | 37             | 45             | 82             | .451           | 16             |                |
| 12             | o - Wizards de Washington   | 35             | 47             | 82             | .427           | 18             |                |
| 13             | o - Pacers de l'Indiana     | 25             | 57             | 82             | .305           | 28             |                |
| 14             | o - Pistons de Détroit      | 23             | 59             | 82             | .280           | 30             |                |
| 15             | o - Magic d'Orlando         | 22             | 60             | 82             | .268           | 31             |                |

| Division Sud-Est          | V  | D  | MJ | V/D  | GB | Dom   | Ext   | Div  |
| ------------------------- | -- | -- | -- | ---- | -- | ----- | ----- | ---- |
| y - Heat de Miami         | 53 | 29 | 82 | .646 | –  | 29–12 | 24–17 | 13–3 |
| x - Hawks d'Atlanta       | 43 | 39 | 82 | .524 | 10 | 27–14 | 16–25 | 9–7  |
| o - Hornets de Charlotte  | 43 | 39 | 82 | .524 | 10 | 22–19 | 21–20 | 8–8  |
| o - Wizards de Washington | 35 | 46 | 82 | .427 | 18 | 21–20 | 14–27 | 7–9  |
| o - Magic d'Orlando       | 22 | 60 | 82 | .268 | 31 | 12–29 | 10–31 | 3–13 |